# Złoczówka (obwód rówieński)
Złoczówka (ukr. Золочівка, Zołocziwka) – wieś na Ukrainie, w obwodzie rówieńskim, w rejonie demidowskim. Liczy 436 mieszkańców.
Przed wojną w gminie Boremel w powiecie dubieńskim w województwie wołyńskim. Podczas wojny miały miejsce zbrodnie w Złoczówce.
W okresie międzywojennym funkcjonowała tu szkoła powszechna.